# فرانز تاست
فرانز تاست (متولد ۲۰ ژانویه ۱۹۵۶ در ترینس، اتریش) راننده سابق اتومبیل‌رانی اتریشی و مدیر تیم فعلی تیم فرمول یک اسکودریا آلفاتاوری است.
در فصل ۲۰۰۰ رالف شوماخر به تیم فرمول ۱ ویلیامز پیوست تاست خود را به او نزدیک کرد و تا ۱ ژانویه ۲۰۰۶ در شرکت تأمین کننده موتور ویلیامز بی ام و به عنوان مدیر عملیات پیست کار کرد تا اینکه تیم تازه‌وارد اسکودریا تورو روسو او را به عنوان مدیر تیم استخدام کرد.
هنگامی که تورو روسو در ابتدای فصل ۲۰۲۰ نام خود را به آلفاتاوری تغییر داد، وی نقش مدیر تیم را حفظ کرد.